# История науки: Источники, памятники, наследие
История науки: Источники, памятники, наследие — российские и международные научные чтения и серийное издание по проблемам историографии и источниковедению истории науки и техники. Обсуждаемые вопросы находятся на стыке философского, естественно-научного, технического и социо-гуманитарного знания. Научные, архивные, музейные и библиотечные связи по поиску и работе с источниками по истории науки и техники.

## Задачи исследователей
На современном этапе развития источниковедения истории науки и техники остаются недостаточно разработанными.:
- Согласование и логическая систематизация категориального аппарата проводимых исследований
- Унификация научной терминологии и категорий для улучшения взаимопонимания исследователей
- Разработка и согласование методологического аппарата исследований[2]
- Каталогизация и оценка сохранившегося научно-технического наследия:
  - Выявление наиболее ценных элементов наследия (памятники науки и техники)
  - Классификация исторических источников
  - Выявление информационного потенциала источников
- Вовлечение архивного, институционального и персонализированного материала в научный оборот и топологизация материалов
  - Популяризация историко-научного наследия (просвещение, связи с общественностью и пр.)

## История
Организовано с 2014 года по инициативе ИИЕТ РАН, при участии архивов, музеев, научных институтов и комиссий РАН.
Конференции проводились по темам:
1. 2014 — История науки и техники в свидетельствах и памятниках
2. 2016 — История науки: Источники, памятники, наследие. Историографические чтения памяти С. Р. Микулинского
3. 2019 — История науки: Источники, памятники, наследие. К 150-летию со дня рождения президента АН СССР В. Л. Комарова[3]
4. 2023 — История науки: Источники, памятники, наследие. К 300-летию Российской академии наук[4].